# جورج والش (لاعب كريكت)
جورج والش (بالإنجليزية: George Walsh)‏ (16 فبراير 1852 في المملكة المتحدة - 22 مايو 1904 في المملكة المتحدة) هو لاعب كريكت بريطاني (وحمل سابقاً جنسية المملكة المتحدة لبريطانيا العظمى وأيرلندا). لعب مع نادي مقاطعة لانكشر للكريكت ‏.

## وصلات خارجية
- جورج والش على موقع إي آس بي آن كريك إنفو (الإنجليزية)